# Antiproton
Een antiproton is het antideeltje van het proton en verschilt alleen daarin van het proton dat het de tegengestelde lading heeft. Het proton heeft een lading van +1, het antiproton van −1. De massa van het antiproton is volgens de CPT-symmetrie precies dezelfde als van het proton. Er is tot nu toe nog geen schending gevonden van deze theorie. 
Een normaal proton is opgebouwd uit twee upquarks en een downquark. Het antiproton is opgebouwd uit hun antideeltjes.

## Ontstaan
Antiprotonen worden gemaakt in deeltjesversnellers; de hoogste productie gebeurt in de deeltjesversneller van het CERN. Protonen worden met zeer hoge snelheid afgeschoten op een plaat van iridium. Hieruit ontstaan dan antiprotonen die wegschieten van de plaat met een snelheid die de snelheid van het licht benadert. Om verdere studie te doen, worden de antiprotonen afgeremd in magnetische velden die miljoenen malen per seconde wisselen van sterkte (de wisselingen van sterkte gebeuren door een wisseling van de frequentie). Nadat ze zijn afgeremd, worden ze gevangen in een speciale opslagring. Het CERN is erin geslaagd om enkele antiprotonen gevangen te houden gedurende 57 dagen.

## Botsingen
Als protonen en antiprotonen met elkaar botsen, komt er een grote hoeveelheid energie vrij en vernietigen ze elkaar. Die energie is niet alleen de energie van de rustmassa (E = mc²), maar ook de energie die vrijkomt van de bewegingsenergie. Er is geen anti-energie, energie is de bouwstof voor zowel materie als antimaterie.